# Хендиджан (шахрестан)
Хендиджа́н (перс. شهرستان هندیجان‎) — один из 20 шахрестанов (областей) иранской провинции Хузестан. Административный центр — город Хендиджан.
Население области на 2006 год составляло 35 932 человека.

## Населённые пункты
| Русское название | Оригинальное название (фарси) | Население, чел. (2006) |
| ---------------- | ----------------------------- | ---------------------- |
| Хендиджан        | هنديجان                       | 25 100                 |
| Зохре            | زهره                          | 1 282                  |
| Демолла-Бозорг   | ده ملابزرگ                    | 1 031                  |
| Совейре          | سويره                         | 818                    |